# Odontolakis hastata
Odontolakis hastata är en insektsart som beskrevs av Ludwig Redtenbacher 1891. Odontolakis hastata ingår i släktet Odontolakis och familjen vårtbitare. Inga underarter finns listade i Catalogue of Life.